# 漁師

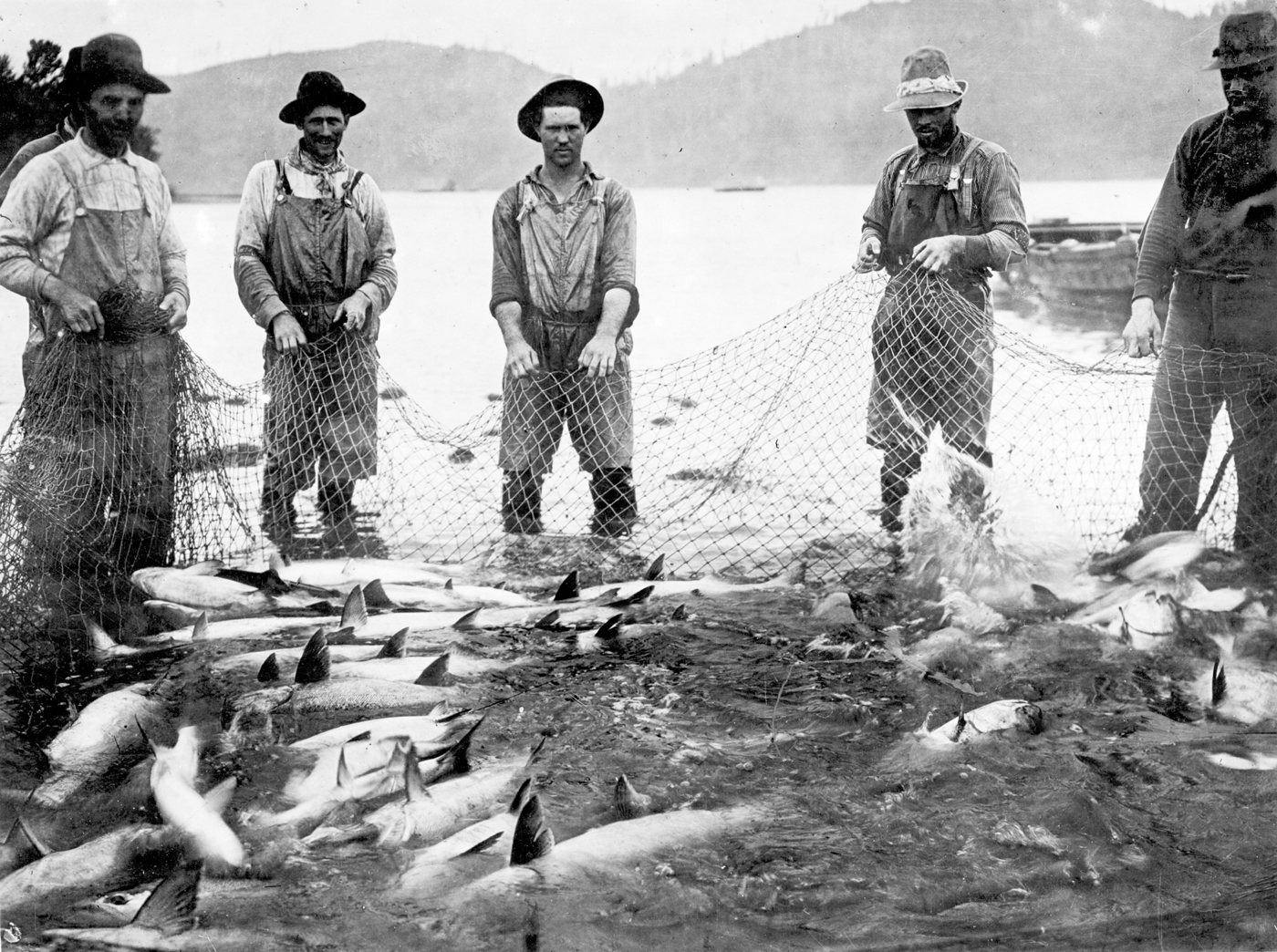
サケの曳網漁をおこなう漁師たち（オレゴン州、1914年）

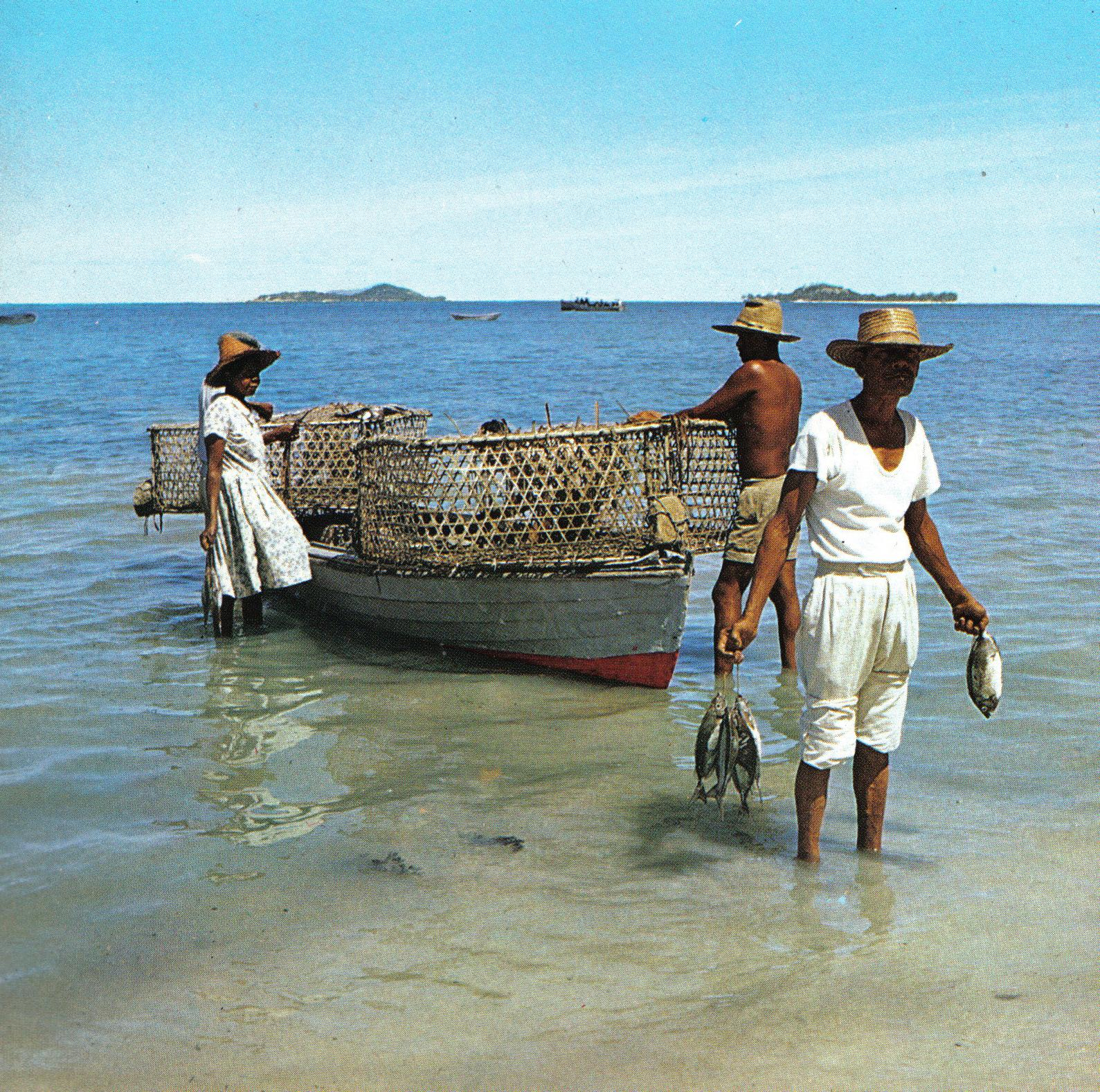
セイシェル諸島の漁師

漁師（りょうし、英: fisherman）とは、漁業を職業としている人のこと。職漁師。生業として漁撈活動を行う人。漁夫（ぎょふ）ともいう。
なお、漁の字音は「ぎょ」（漢音）であり、本来は「ぎょし」と読むのが正しいのだが、漁業従事者は、獣を獲る猟師に対して、自分たちも魚介類を獲るりょうしであるとし「漁師」と書いて「りょうし」の読みを当てた。転じて「漁」に「りょう」の慣用音が伴うようになった（大漁など）。漁師という表現がつくられる前は、漁業を生業とする者は男女ともに「海人（あま）」と呼ばれている。
なお、漁を趣味・娯楽としておこない、生業としていない者は漁師ではない。そちらは遊漁者と呼び、職漁師とは区別され、別の存在である。

## 概要

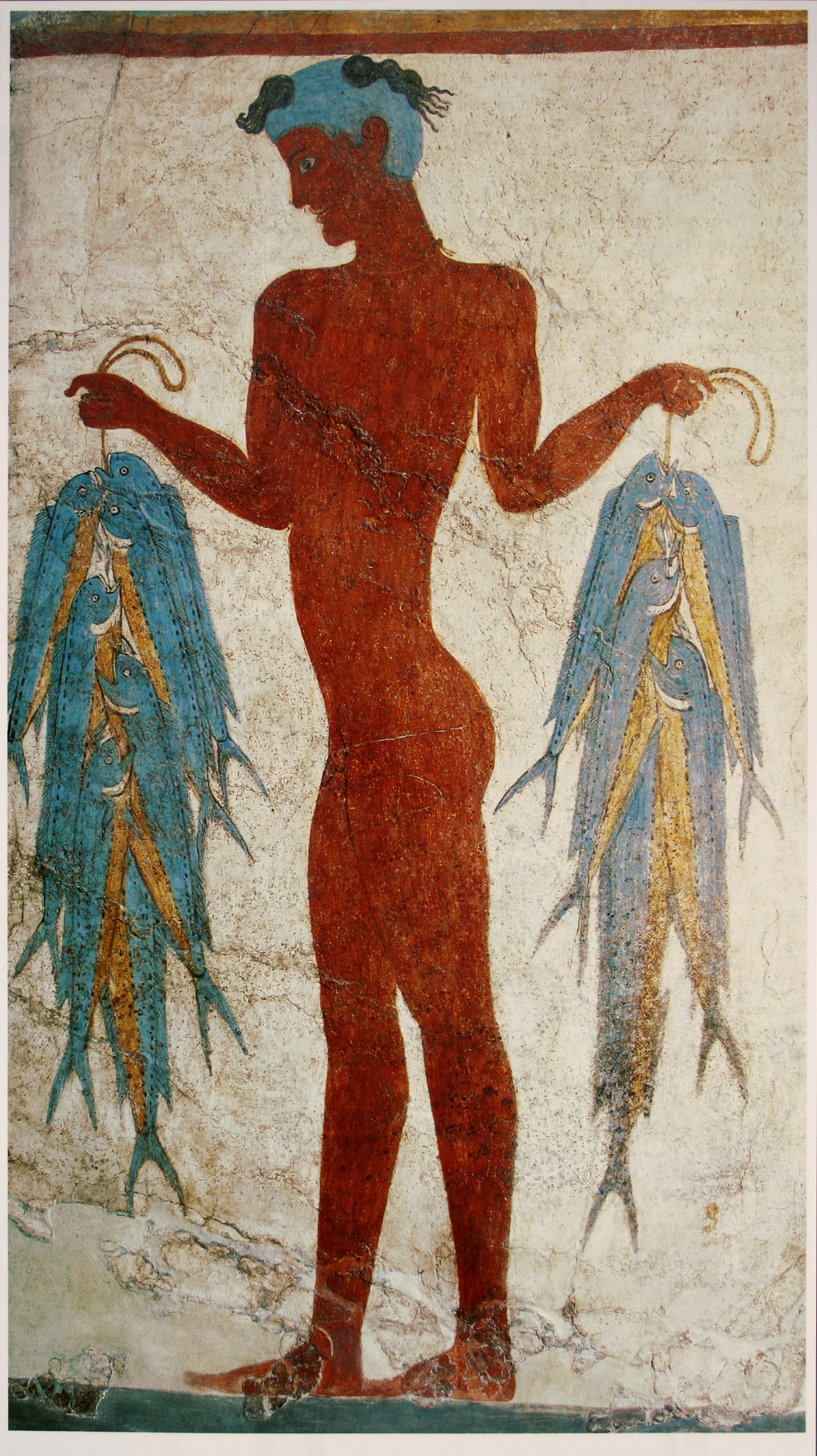
古代ギリシアの漁師

漁師という職業の歴史的起源はそうとう古く、その地理的分布は、全世界の海面（海）および内水面（河川・湖沼）の近辺に及んだと考えられる。古くは、生活圏の近くで漁を行っていたと考えられる。四方を海に囲まれた日本列島においても太古から漁師がおり、縄文時代の貝塚も残されている。近代では漁船の動力化が行われ（つまりエンジン、内燃機関が使われるようになり）漁場が拡大するとともに、より遠方の漁場にまで進出することが可能になった。
漁場は自然のただなかにあるので、漁師の仕事は気候や天候の影響を大きく受ける。荒天時には出漁をあきらめ、次の機会のために網など漁労道具の補修・整備の仕事などを行うか、あるいは静養する。また、地域や魚種によっては禁漁期間が設けられている場合があり、そうした制度の影響も受ける。
魚類の生態や漁場に関する知識、漁法の諸技術など、漁師は高い専門性を必要とする職業である。
漁師の就労パターンや生活パターンは、どのような地域で漁をするのか、どのような魚をとるのか、どんな漁法で漁を行うか、ということによって大きく異なる。例えば、日本の漁師の大半は近海漁業に従事しており、出漁した当日や1～2日で帰宅しているが、遠洋漁業に従事する漁師は数ヶ月以上を漁船内で暮らす生活を送ることになり、一方、昆布漁の漁師は、夏の収穫期に集中的に収穫の仕事をして働き、他の季節は昆布の加工や出荷などを行って過ごす。このように就労パターンが異なる。
次に各国の漁師について説明する。なお世界の漁獲高の国別の統計は、漁獲高の多いほうから挙げると、（2018年のデータでは）中国、インドネシア、インド、ベトナム、ペルー、アメリカ合衆国、ロシア、フィリピン、バングラデシュ、日本、ノルウェー、チリ...となっている。それらの国が、漁師の数が多かったり、総仕事量が多かったりするわけなので、それらの国の漁師について説明する。
地理的な位置も配慮して、地球を西から東へたどる方向で、インドあたりから始めて各国の漁師について説明する。

## インドの漁師

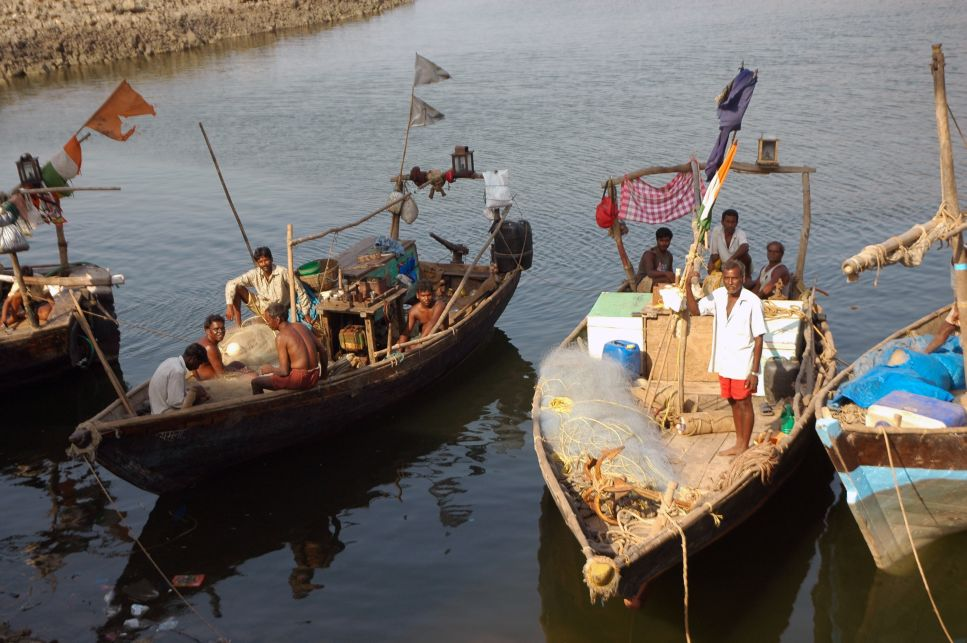
インド西部、マハーラーシュトラ州の漁師

Central Marine Fisheries Research Institute (CMFRI)が2010年に行った調査によると、インドにはおよそ400万人の漁師がいる。そのうち61%が貧困ラインより下（Below Poverty Line, BPL)の生活をしている。
海の漁をする漁村が3288あり、そのほか海の漁のセンター（拠点）も1511箇所ある。インドの漁業世帯の76%はヒンズー教徒であり、15%はクリスチャンであり、9%はムスリム（イスラム教徒）である。（インドの漁師家族の構成人数は平均で4.63人であり、その男女比は男性1000人に対して女性が928人という比率である。）
インドの漁民（fisherfolk。漁をする民）の38%が漁に携わっていて、そのうちの85%がフルタイム（専業）で漁業を行っている。（純粋な「漁」だけでなく関連する諸活動も含めて統計をとると）漁民の63.6%が、「漁およびそれに関連する諸活動」に従事している。魚卵の収穫の仕事をしている人の57%は女性で、43%が男性である。

## 日本の漁師
漁業法上の定義
漁師という言葉は標準的な日本語であり、漁師自身も「漁師」という言葉を使うが、漁業法制上では「漁師」や「漁夫」という語は見られない。
漁業法では、「漁業者または漁業従事者たる個人」のことを漁民と定義している（14条11項）。この漁業者、漁業従事者について、同法は、「漁業を営む者」を「漁業者」と定義し、「漁業者のために水産動植物の採捕または養殖に従事する者」を「漁業従事者」と定義している（2条2項）。この定義にしたがえば、漁業者は漁業の経営者であり、漁業従事者は漁業者に雇用されている者を指すことになる。
沿岸漁業などでよくみられる家族規模でおこなう漁業では、家長以外の者は漁業従事者に類される。また、沖合漁業や遠洋漁業で顕著であるように、大型船舶を所有する水産会社に雇用されて出漁し、その会社から給与を得ている者もまた、漁業従事者である。
仕事内容
定置網漁では夜のうちから出港し、網の設置や引き揚げ、魚の選別、網の修理、漁船の清掃などを行う。
まき網漁は数隻のチーム編成で行うのが一般的で、魚群を探す「探索船」、魚群を集めるために光を灯す「灯船」、魚を獲る「網船」、魚を運ぶ「運搬船」のいずれかに乗り込むことになる。夕方から出港し、夜間に1時間半程度の漁獲作業を複数回繰り返す。
カツオ一本釣り漁は沖合漁業と遠洋漁業の場合があり、沖合であれば数日間、遠洋であれば1～2ヶ月に及び漁を続ける。
特殊な漁師とその呼び名
- 川漁師 - 川魚漁を専業とする漁師。
- 昆布漁師 - 主に昆布の収穫を生業としている漁師。（北海道に多い。日本人には普通の漁師に思えるが、欧米人らは海藻類を食べず欧米には昆布漁師はいないので、実は世界的に見るとかなり特殊な漁師である。）

現状と課題
水産庁ホームページによると、日本国内の漁業就業者数は、1953年（昭和28年）の約79,0万人を頂点に減少傾向が続き、2021年（令和3年）には12.9万人にまで落ち込んでいる。また、漁業従事者の高齢化も進んでおり、就業者全体の約36％が65歳以上である一方、25歳未満の若年就業者は全体の4％程度にとどまっている。
平均漁撈所得は、2019年（平成31年・令和元年）は約169万円であったが、コロナウイルス感染症2019の流行の影響により価格が低下したことや不漁等による漁獲量の減少により、2020年は約112万円と前年の約3分の2に減収している。また、油費の漁労支出に占める割合は、5か年（2017年～2021年）平均で、沿岸漁船漁業を営む個人経営体で16％、漁船漁業を営む会社経営体で14％を占めており、燃油の価格動向は、漁業経営に大きな影響を与えており、2020年12月以降の燃油価格上昇は漁業経営に影響を与える度合いを高めさせている。なお、こうした低所得を補うために、農業や民宿、食堂などを兼業している例も多い。
漁業が生業である以上、漁師もまたそれなりの経済的合理性と、従事者各人およびその被扶養者が生活を続けてゆける程度以上の利潤を長期的視点においてもたらすことは要請される。また、比較的大きな利潤を得られた一部の漁師の事例に惹かれて漁業を選択する者もいる。だが、陸上における生産生業とは異なり、漁業の場合、次のような諸点が経営リスクを高めている。
まず第1に、漁師は、豊漁・不漁による収益の不確実性にさらされている。移動性の高い魚類を漁撈対象とする場合や、回遊魚などを追いかける季節的漁業の場合に特にそのような不確実性は高いが、比較的経営が安定する養殖業の場合も、魚病の発生や、それを予防するための薬の投入によるリスク、漁場汚染の可能性などを考慮する必要がある。
第2に、漁船などの固定資産の投資比率が高いことが、漁師の漁業経営を圧迫する。経営規模の小さい沿岸漁業でよく使用されている5トン前後の高速小型イカ釣り漁船の場合、漁撈効率を高めるために集魚灯、超音響測深器、高性能魚群探知機、自動操縦装置などのハイテク漁業機器を装備すると、一隻3500から4000万円はかかる。そしてその償却に10年もかけられないため、高額のローンの返済に追われることになるという。
第3に、漁業資源そのものの枯渇化があげられる。漁船の動力化や大型化、合成繊維網の開発など、漁業の近代化は漁獲量・漁撈効率をいちじるしく向上させたが、その一方で、自然の再生産を上回るほどの乱獲が危惧されるようになって久しい。そうした傾向は、近年の日本以外の諸国における魚食ブームによって、さらに強められるのではと懸念されている。

## アメリカ合衆国の漁師

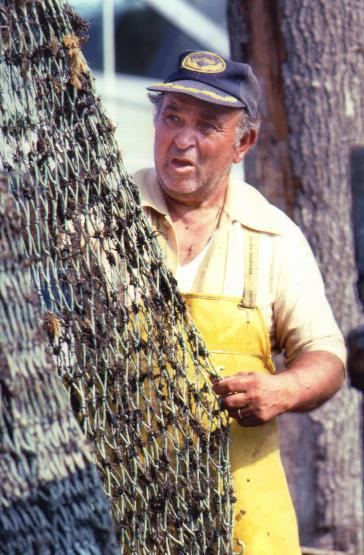
米国の東岸、ロングアイランドの漁師

## ノルウェーの漁師

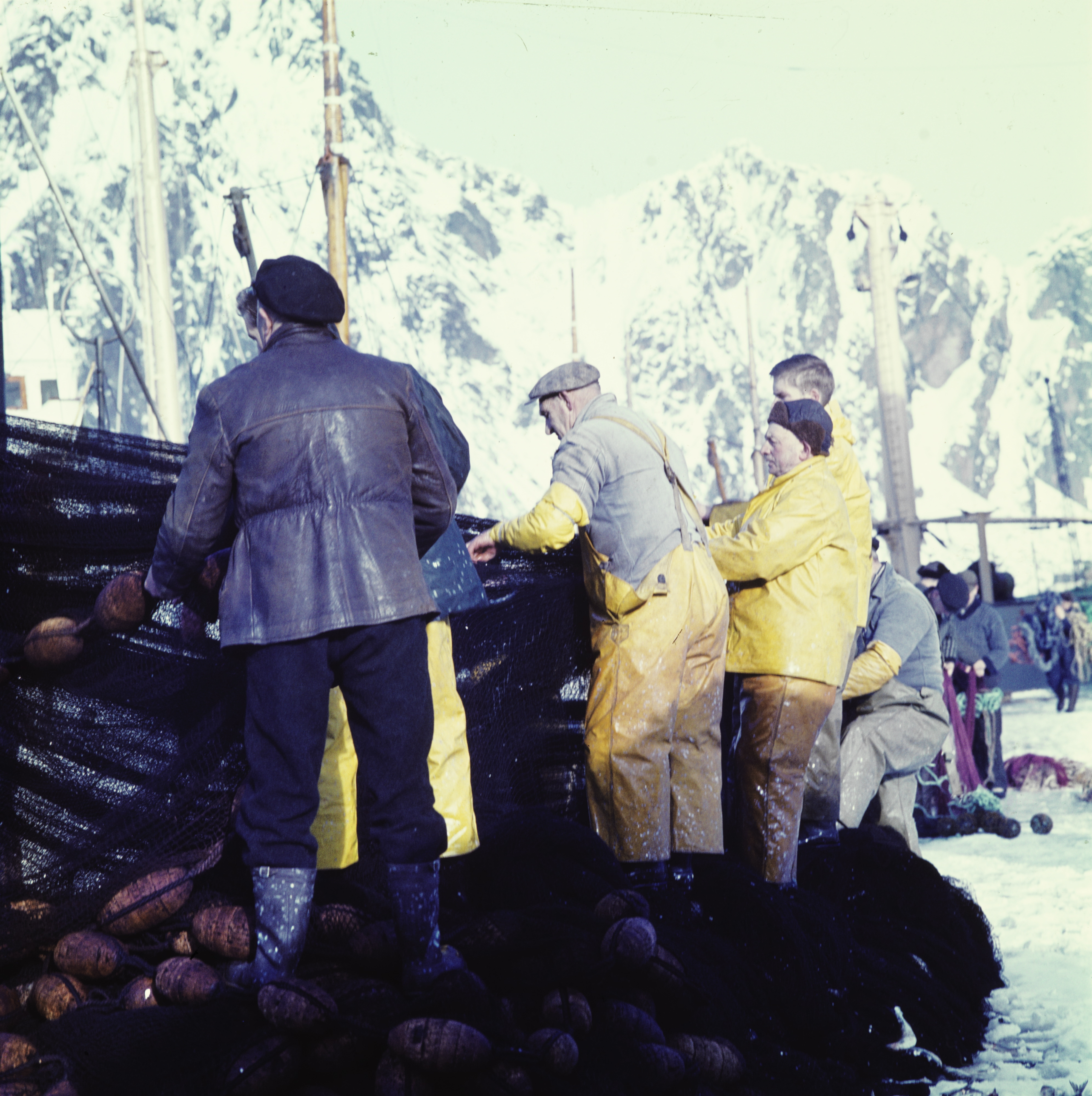
ノルウェーの漁師

ノルウェーの漁師は最近減少傾向にある。ノルウェーの漁師の数は2020年の統計では、フルタイムの（専業の）漁師が9505人で、パートタイムの（兼業の）漁師が1479人であった。フルタイムの漁師の数は、2000年と比べると2/3にほどに減少したのに対して、パートタイムの漁師のほうはさらに大幅に減少した
。それと連動して漁船の数も減少傾向で、2020年統計では総数で5857隻にまで減少していた（わずか10年で60%減という減り方であった）。（ノルウェーでは大型の漁船が使われることも世界的に知られているが）ノルウェー漁船の90%は15メートル以下である。

## 漁師を扱ったドキュメンタリー番組
- ベーリング海の一攫千金（ディスカバリーチャンネル）
- イントイの海 〜フィリピン南部の漁師たち〜（NHK BS1「BS世界のドキュメンタリー」内）[12]

## 漁師が主人公の作品

### 民話
- 浦島太郎

### 小説
- 老人と海（1952年 アーネスト・ヘミングウェイ）
- 潮騒（1954年 三島由紀夫）
- 愛の疾走（1962年 三島由紀夫）
- 魚影の群れ（1973年 吉村昭） - 短編小説集『海の鼠』（1983年刊行の文庫版以降は『魚影の群れ』に改題）に収録。

### 漫画
- 土佐の一本釣り（1975-1986年 青柳裕介）

### 映画
- 潮騒（1954年、1964年、1971年、1975年、1985年 日本映画） - 上記同名小説の映画化。5作品ある。
- 老人と海（1958年 アメリカ映画） - 上記同名小説の映画化。
- 土佐の一本釣り（1980年 日本映画） - 上記同名漫画の映画化。
- 魚影の群れ（1983年 日本映画） - 上記同名小説の映画化。
- 老人と海（ロシア語版）（1999年 ロシア・カナダ・日本合作映画） - 上記同名小説のアニメーション映画化。
- パーフェクト ストーム（2000年 アメリカ映画） - 実話に基づいて映画化。

### ドラマ
- マグロ（2007年 テレビ朝日系列）

### 音楽
- 真珠採り (歌劇)
- ソーラン節、貝殻節 (民謡)
- 兄弟船（演歌） - 歌唱：鳥羽一郎